# تيريل هاريس
تيريل هاريس (بالإنجليزية: Terrel Harris)‏ مواليد 10 أغسطس 1987 في دالاس، هو لاعب كرة سلة محترف أمريكي بدأ مسيرته الاحترافية في سنة 2009 ويحمل الرقم 5. يبلغ طوله 6 قدم 4 بوصة (1.9 م).

## فرق لعب لها
- ميامي هيت
- نيو أورلينز بيليكانز

## إحصائيات المسيرة
| † | يشير إلى المواسم التي فاز فيها بالبطولة |

### الموسم الاعتيادي
| السنة    | الفريق               | لعب | بدأ | دقيقة | ميداني% | ثلاثية | حرة  | ارتداد | صنع | استلاب | تصدي | نقطة |
| -------- | -------------------- | --- | --- | ----- | ------- | ------ | ---- | ------ | --- | ------ | ---- | ---- |
| 2011–12† | ميامي هيت            | 22  | 1   | 14.5  | .349    | .205   | .667 | 2.3    | 1.2 | .4     | .1   | 3.6  |
| 2012–13  | ميامي هيت            | 7   | 0   | 4.1   | .250    | .000   | .750 | 1.3    | .3  | .0     | .0   | 1.4  |
| 2012–13  | نيو أورلينز بيليكانز | 13  | 0   | 8.3   | .105    | .000   | .500 | 1.3    | .5  | .2     | .2   | .4   |
| المسيرة  |                      | 42  | 1   | 10.8  | .300    | .170   | .677 | 1.8    | .8  | .3     | .1   | 2.3  |

### التصفيات
| السنة   | الفريق    | لعب | بدأ | دقيقة | ميداني% | ثلاثية | حرة  | ارتداد | صنع | استلاب | تصدي | نقطة |
| ------- | --------- | --- | --- | ----- | ------- | ------ | ---- | ------ | --- | ------ | ---- | ---- |
| 2012†   | ميامي هيت | 4   | 0   | 2.5   | .500    | .000   | .750 | .8     | .0  | .0     | .0   | 1.3  |
| المسيرة |           | 4   | 0   | 2.5   | .500    | .000   | .750 | .8     | .0  | .0     | .0   | 1.3  |

## روابط خارجية
- تيريل هاريس على موقع إن بي أي (الإنجليزية)
- تيريل هاريس على موقع سبورتس رفرنس (الإنجليزية)
- تيريل هاريس على موقع كرة السلة الأوروبية.كوم (الإنجليزية)
- تيريل هاريس على موقع كلية كرة السلة في سبورتس رفرنس.كوم (الإنجليزية)
- تيريل هاريس على موقع ريلجم (الإنجليزية)
- تيريل هاريس على موقع بروبوليرز (الإنجليزية)
- تيريل هاريس على موقع سبورتس رفرنس (الإنجليزية)
- تيريل هاريس على موقع سبورتس رفرنس (الإنجليزية)